# Gerenuk
Gerenuk (Litocranius walleri), koja se zove i žirafa gazela, je antilopa koja izvorno nastanjuje prostore istočne Afrike. Gerenuka je prvi opisao prirodoslovac Victor Brooke 1878.

## Opis
Gerenuk ima vrlo duge vitke noge i vrat. Može saviti kralježnicu u oblik slova "S", pa može stajati uspravno održavajući ravnotežu na stražnjim nogama. Na taj način može brstiti na otvorenim šumovitim područjima i u rijetkim šikarama na višim slojevima vegetacije od biljojeda slične veličine. Vrat, glava i izduljena klinasta njuška vrlo su uski pa se generuk s lakoćom probija kroz grane akacija i ostaloga bodljikavoga drveća. Gerenuk rabi dug zašiljen jezik, pokretljive usne i oštre sjekutiće za kidanje najmanjih listova.
Uglavnom je crvenkasto-žućkastosmeđe boje, na gornjoj strani tijela ima tamni pojas, a bijele je boje na donjoj strani tijela, vratu, bradi, oko usta i očiju. Rep je crn i završava čuperkom. Samo mužjaci imaju rogove, koji su dugi 35 cm, relativno debeli i zakrivljeni.
Mužjaci su visoki gotovo 89–105 centimetara, a kraći ženke 80–100 centimetara; duljina glave i tijela obično je između 140 i 160 centimetara. Mužjaci teže između 31 i 52 kilograma; ženke su lakše, težine su 28–45 kilograma.

## Razmnožavanje i društveni odnosi
Razmnožavaju se tijekom cijele godine. Žene postižu spolnu zrelost u dobi oko jedne godine, a mužjaci dosežu spolnu zrelost u dobi od 1,5 godine, iako u divljini mogu biti uspješni tek nakon stjecanja teritorija (možda 3,5 godine). Period gestacije je oko sedam mjeseci. Rođeni su jedan po jedan, teži oko 3 kg (6,6 lb) pri rođenju. 
Potomstvo je prvi put proizvedeno umjetnom oplodnjom 2010. godine na očuvanju White Oak-a u Yuleeu na Floridi. Rodile su se četiri ženke teladi, a jedna od četiri je kasnije uspješno osemenjena u White Oaku (Teksas) i SEZARC-om (Savez za reprodukciju i očuvanje Zoološkog vrta), stvarajući drugu generaciju teladi rođene umjetnom oplodnjom. Gerenuk može živjeti trinaest godina ili više u zatočeništvu, a najmanje osam godina u divljini.